# Филипівка
Фили́півка — місцевість Личаківського району Львова, обмежена вулицями Азовською, Панчишина, Олександра Олеся, Аральською, Братуня.
Тут переважають споруди польського раннього конструктивізму, збудовані у міжвоєнний період. Часто трапляється забудова радянського періоду.

## Історія
У XIX столітті у цій місцевості функціонувала цегельня «Филипівка» Філіпа Мойзеша Маркуса. У 1930-х роках на місці колишньої цегельні збудовано невеличкий житловий район дво-триповерхових будиночків, котрий отримав назву Филипівка.